# Roland Corbineau
Le lieutenant Roland Corbineau (1928-1954) est un des derniers tués au combat lors de la guerre d'Indochine.
Roland Corbineau (6107 b) naît le 24 février 1928 à Loudun dans la Vienne, deuxième d'une famille de trois enfants. Fils de commerçant, enfant de troupe, il entre à Billom à 12 ans et à Autun en 1944 avant de préparer le concours de Saint-Cyr au Prytanée Militaire à La Flèche, en classe de Cyr IV, de 1946 à 1947.
Il intègre la Spéciale où sa promotion prend le nom de "Rhin et Danube". Il choisit de servir dans l'Infanterie et au sortir de l'école d'application il choisit les parachutistes. Il est affecté au 18° BPC (Bataillon Parachutiste de Choc) en 1950.
Le lieutenant Corbineau est désigné pour l'Indochine qu'il rejoint en juillet 1952 au sein du 6° Bataillon de Parachutistes Coloniaux, le fameux 6° BPC du Commandant Bigeard.
Il mène d'audacieuses actions au Tonkin et saute sur Ðiện Biên Phủ en mars 1954.
Il est tué à son poste d'Eliane 1 le 7 mai 1954, au terme d'une lutte désespérée. Comme de nombreux autres combattants, Roland Corbineau aura sauvé l'honneur de la France. Le même jour, à 17h30, se terminait la bataille de Dien Bien Phu.
Il a été choisi comme parrain par la promotion 2008-2010 de la Corniche Brutionne du Prytanée national militaire de La Flèche.